# Neocities
Neocities je zdarma dostupná web-hostingová služba, která umožňuje tvorbu vlastních webů, a procházení a navštěvování webů ostatních uživatelů. Služba byla spuštěna v květnu roku 2013 Kylem Drakem, a od té doby hostuje přes 753 600 uživateli vytvořených webů. Neocities by se dalo označit jako duchovní nástupce GeoCities, populární web-hostingové platformy, která ukončila svůj provoz roku 2009.

## Zásady
Tvůrce Neocities Kyle Drake je odpůrcem fungování dnešního webu, který je podle něj zaměřen na spotřební chování a shromažďování dat uživatelů. Jeho hlavním cílem tedy bylo vytvořit nezávislou platformu, která inspiruje kreativitu a volnou tvorbu bez inzerce nebo sběru a prodeje osobních dat uživatelů.
Po tom, co zakladatel Internetového archivu Brewster Kahle v roce 2015 vyzval veřejnost k vybudování decentralizovaného webu, bylo Neocities jednou z předních platforem, které tuto výzvu uposlechly, a už v září roku 2015 implementovalo IPFS. Implementace IPFS pokračuje i nadále, například v srpnu roku 2017 Neocities zavedlo podporu pro IPFS DNS.

## Uživatelé
Neocities poskytuje všechny své služby zaregistrovaným uživatelům bezplatně. Nabízí ale také placený plán pro podporovatele webu („Supporter Plan“), kterým poskytuje dodatečné služby a funkce (jako například větší volný prostor pro tvorbu webu). Placený plán stojí 5 dolarů na měsíc a společně s dobrovolnými příspěvky přímo podporuje vývoj a provoz Neocities.
Uživatelé mohou své weby tvořit pomocí HTML, CSS a JavaScript. Pro práci s HTML Neocities poskytuje integrovaný HTML editor. Pro uživatele, kteří s programováním v HTML nemají žádné zkušenosti má Neocities krátký začátečnický kurz, a další zdroje pro práci jak s HTML, CSS, tak s JavaScript, dále také generátory statických webů nebo WebGL. Neocities také umožňuje svým uživatelům si své weby kdykoliv stáhnout.

## Komunita
Neocities kromě tvorby webů umožňuje také procházení webů ostatních uživatelů. Weby jsou označovány Tagy, které pomáhají v orientaci a lepší dohledatelnosti. Uživatelé mohou sledovat weby ostatních uživatelů, dostávat upozornění při jejich aktualizaci a zanechávat komentáře. Dále mohou uživatelé podporovat weby ostatních uživatelů pomocí příspěvků v penězích nebo bitcoinu. Neocities má svůj vlastní Reddit kanál a Discord server. 